# Røssvatnet
A Røssvatnet (számiul: Reevhtse) egy mesterséges tó Norvégiában, az ország második legnagyobb tava.[forrás?] Hattfjelldal és Hemnes községek területén belül helyezkedik el. A tó közepén egy nagy sziget, a Sååle található.

## Városok
A tóhoz legközelebb található települések a következők:
- Åkervika
- Krutå
- Tustervatnet
- Grubben
- Kjerkstad
- Mjølkarlia
- Bleikvasslia